# 天草市立二浦小学校
天草市立二浦小学校（あまくさしりつ ふたうらしょうがっこう）は、かつて熊本県天草市二浦町亀浦にあった小学校。

## 沿革
- 1875年（明治8年）- 早浦小学校、亀浦小学校創立
- 1886年（明治19年）- 両校とも小学校簡易教場となる。
- 1892年（明治25年）- 両校とも尋常小学校となる。
- 1922年（大正11年）- 両校が合併し、白石尋常小学校となる。
- 1923年（大正12年）- 白石尋常高等小学校と改称
- 1941年（昭和16年）4月1日 - 白石国民学校と改称
- 1947年（昭和22年）4月1日 - 二浦村立白石小学校と改称
- 1954年（昭和29年）7月1日 - 牛深市立二浦小学校と改称
- 2004年（平成16年）- 天草町立大江小学校向辺田分校を統合。
- 2006年（平成18年）3月27日 - 天草市立二浦小学校と改称。
- 2014年（平成26年）- 天草市立牛深小学校へ統合。

## 学校周辺
- 熊本県道35号牛深天草線
- 羊角湾